# Bethany Joy Lenz
Bethany Joy Lenz (Hollywood, 2 aprile 1981) è un'attrice e cantante statunitense.
Come cantante ha realizzato tre album: Preincarnate (2002), Come on Home (2005) e The Starter Kit (tuttora inedito). Come attrice è invece conosciuta per aver interpretato il ruolo di Michelle Bauer Santos in Sentieri dal 1998 al 2000 ma soprattutto per il ruolo di Haley James Scott in One Tree Hill dal 2003 al 2012.

## Biografia
Bethany Joy Lenz è nata il 2 aprile 1981 a Hollywood, Florida. Suo padre, Robert Lenz, è un insegnante di storia e un terapeuta mentre sua madre, Cathie, è una manager; ha una sorella minore. Bethany si trasferì con la sua famiglia nel Texas quando aveva quattro anni. Ha ottenuto il primo ruolo in uno stage all'età di sette anni in una produzione locale de Il meraviglioso mago di Oz , e successivamente in To Kill a Mockingbird, Annie, Cenerentola e Gypsy: A Musical Fable. Quando aveva tredici anni si trasferì con la famiglia nel New Jersey.
All'età di quindici anni è apparsa nel suo primo film, L'occhio del male. In seguito entrò a far parte del cast della soap opera della CBS Sentieri dove inizialmente interpretò il clone di Reva Shayne ma i critici e gli spettatori rimasero così impressionati dalla ragazza che più tardi le venne affidata la parte di Michelle Bauer Santos. Nello stesso periodo ha inoltre preso parte in un musical di Broadway intitolato Foxy Ladies Love/Boogie 70's Explosion.
Si trasferì da New York a Los Angeles dove rappresentò una produzione teatrale de I ragazzi della 56ª strada e prese parte a molte serie televisive come Off Centre, Streghe, Maybe It's Me e The Guardian. All'età di ventun anni entrò nel cast della serie televisiva della Warner Bros. One Tree Hill nei panni di Haley James Scott, ruolo che ha interpretato per nove stagioni fino alla conclusione della serie nel 2012. Durante il suo lavoro a One Tree Hill ha girato anche il suo secondo film, Ragazze nel pallone - La rivincita.
Nel campo musicale ha registrato tre album. Il primo album, intitolato Preincarnate, è uscito nell'ottobre 2002. Nel marzo 2005 cominciò un tour musicale di un mese con Tyler Hilton, The Wreckers, Michelle Branch, Jessica Harp e Gavin DeGraw per promuovere la serie One Tree Hill; cantò diverse canzoni tratte dal suo secondo album, intitolato Come On Home, che fu venduto al concerto. Fa parte del gruppo Everly, composto da lei e dalla cantautrice Amber Sweeney. A novembre 2008 hanno pubblicato un EP dal titolo Mission Bell.
Nel 2013 ha preso parte ad un arco di episodi dell'ultima stagione di Dexter ed è apparsa nelle serie televisive Men at Work e CSI - Scena del crimine e nel 2018 è comparsa come guest star nell'episodio 9 della quattordicesima stagione di Grey's Anatomy. Nel 2019 è una delle attrici principali di Pearson, spin off di Suits.

### Vita privata
Nel novembre 2005 Bethany annunciò il fidanzamento con Michael Galeotti (componente della band Enation), sfociato in matrimonio il 31 dicembre 2005 a Hillsboro (Oregon). Agli inizi del 2011 Bethany ha dato alla luce la figlia Maria. Il 20 marzo 2012 Bethany Joy Lenz annuncia il divorzio dal marito.

## Filmografia

### Cinema
- L'occhio del male (Thinner), regia di Tom Holland (1996)
- End of August, regia di Dean Patrick (2000)
- Ragazze nel pallone - La rivincita (Bring It On: Again), regia di Damon Santostefano (2004) - direct to video
- Extortion, regia di Phil Volken (2017)

### Televisione
- Sentieri (The Guiding Light) - soap opera, 43 episodi (1998–2000)
- Mary and Rhoda, regia di Barnet Kellman (2000) - film TV
- Off Centre - serie TV, episodio 1x02 (2001)
- Streghe (Charmed) - serie TV, episodio 4x06 (2001)
- Felicity - serie TV, episodio 4x06 (2001)
- Maybe It's Me - serie TV, episodio 1x10 (2002)
- The Guardian - serie TV, episodi 2x18-2x20 (2003)
- One Tree Hill - serie TV, 187 episodi (2003-2012)
- Life Unexpected - serie TV, episodio 2x05 (2010)
- Men at Work - serie TV, episodio 2x06 (2013)
- Dexter - serie TV, 5 episodi (2013)
- CSI - Scena del crimine (CSI - Crime Scene Investigation) - serie TV, episodio 14x05 (2013)
- Sock Monkee Therapy - serie web, episodio 1x04 (2014)
- Seguendo una stella (The Christmas Secret), regia di Norma Bailey (2014) - film TV
- Agents of S.H.I.E.L.D. - serie TV, episodi 3x13-3x16 (2016)
- American Gothic - serie TV, episodi 1x08-1x10-1x13 (2016)
- Colony - serie TV, 8 episodi (2017)
- Natale a Winters Inn (Snowed-Inn Christmas), regia di Gary Yates (2017) - film TV
- Grey's Anatomy - serie TV, episodi 14x09-14x10 (2018)
- Principessa per caso (Royal Matchmaker), regia di Mike Rohl (2018) - film TV
- Good Eggs - serie web, episodio 1x01 (2018)
- Natale tra le stelle (Poinsettias for Christmas), regia di Christie Will Wolf - film TV (2018)
- Amore in bottiglia (Bottled with Love), regia di David Weaver - film TV (2019)
- Pearson - serie TV, 10 episodi (2019)
- L'intervista perfetta (Just My Type), regia di Paul Ziller - film TV (2020)
- Natale a Biltmore (A Biltmore Christmas), regia di John Putch - film TV (2023)
- Assaporando Parigi ( Savoring Paris ), regia di Clare Niederpruem - Film TV ( 2024)

La Lenz ha anche partecipato a degli episodi pilota poi non ordinati per diventare serie tv e cioè Psalty's Salvation Celebration (nel 1992), 1973 (nel 1998), The Legacy (nel 2002), Songbyrd (nel 2014) e Home (nel 2016).

## Doppiatrici italiane
Nelle versioni in lingua italiana dei suoi lavori, Bethany Joy Lenz è stata doppiata da:
- Maura Cenciarelli in Ragazze nel pallone - La rivincita, Amore in bottiglia
- Valentina Favazza in CSI - Scena del crimine, Seguendo una stella
- Federica De Bortoli in One Tree Hill, Principessa per caso
- Emanuela Damasio in American Gothic, Natale a Biltmore
- Benedetta Ponticelli in Natale a Winters Inn
- Paola Della Pasqua in L'occhio del male
- Letizia Scifoni in L'intervista perfetta
- Daniela Calò in Life Unexpected
- Monica Bertolotti in Dexter
- Adriana Libretti in Sentieri
- Vanina Marini in Extortion
- Valentina Mari in Streghe
- Cristina Poccardi in Grey's Anatomy

## Discografia
- 2002 - Preincarnate
- 2005 - Come on Home
- 2006 - The Starter Kit (inedito)
- 2008 - Mission Bell (EP) - con il gruppo Everly

### Singoli
- When the Stars Go Blue (2005) con Tyler Hilton
- Feel This (2008)

#### Dalla serie TVOne Tree Hill
- Elsewhere
- Let Me Fall
- Halo
- When the stars go blue
- Feel this
- Quicksand
- Maybe
- Never Gonna Be
- Girl in the Moon
- Flying Machine
- Karen's cafe